# Ньютоніт
Ньютоніт — мінеральна суміш алуніту, галуазиту і кварцу або каолініту.
За назвою типової місцевості Ньютон (штат Арканзас, США, R.N.Brackett, J.F.Williams, 1891).
Річард Ньюман Брекетт і Джон Френсіс Вільямс досліджували те, що вони описали як незвичайні глинисті мінерали. Вони також проаналізували чисту білу глину і продемонстрували, що існує хімічна схожість між ньютонітом і мінералами групи каолінітів, особливо галуазитом. Брекетт і Вільямс відзначили, що при мікроскопічному дослідженні ньютоніт був аморфним, але при сильному збільшенні в ньому були присутні невеликі безбарвні ромбічні кристали. Оптичні властивості ромбічних кристалів не були виміряні, але за формою  вони прийняли їх за кристали ньютоніту в аморфному зразку і заявили, що ньютоніт має ромбічну кристалографію і, отже, є новим видом.
Ларсен (1921) отримав зразок з назвою «ньютоніт» від Вашингтона А. Роблінга і опублікував оптичні дані про кристали в зразку, які нагадували кристали алуніту. Веррі (1925) відвідав копальню Аллена і зібрав «м'який, білий, крейдяний матеріал, більш-менш забарвлений оксидами заліза». Фошаг (1926) дослідив зразок Веррі і виявив, що це був відносно чистий, багатий на калій алуніт, і зробив висновок, що ньютоніт - це алуніт. Помилковим було припущення, що нещодавно знайдений зразок насправді був чистим ньютонітом. Оригінальний ньютоніт, схоже, був переважно галуазитом (хімічний аналіз галуазиту був досить якісним), який мав невелику кількість домішок алуніту (недостатньо, щоб бути присутнім у хімічному аналізі) і, можливо, незначну кількість кварцу (невеликий надлишок кремнезему в одному з аналізів).